# Félix de Iriarte
Félix de Iriarte (Gerona, Reino de España, 1748 – Buenos Aires, Virreinato del Río de la Plata, 26 de julio de 1806) fue un militar español que desarrolló una destacada carrera en las armas de Infantería e Ingeniería Militar en el Virreinato del Río de la Plata. Se lo consideraba uno de los oficiales más queridos entre los de mayor graduación en el Río de la Plata.

## Biografía
Félix de Iriarte nació en Gerona, España, en 1748, hijo del teniente coronel del Real Cuerpo de Artillería José de Iriarte, natural de la ciudad de Tolosa de Guipúzcoa, que participó de las campañas de Italia, y de Antonia de Aymerich.
Cursó estudios militares y en el año 1754 era cadete de Granaderos, graduándose en 1761 con el grado de  subteniente. En 1768 se incorporó con el grado de teniente al Regimiento de Infantería Mallorca El Invencible que se encontraba en campaña en América.
Sus conocimientos sobre fortificaciones le valieron ser designado en 1771 para colaborar con el ingeniero militar José Antonio de Borja en las tareas que se estaban realizando en Montevideo.
Pasó así al Río de la Plata donde prosiguió su carrera militar en infantería, pero actuando también como voluntario en el arma de Ingeniería, actuando en diferentes proyectos de Buenos Aires y la Banda Oriental, tanto militares como civiles. 

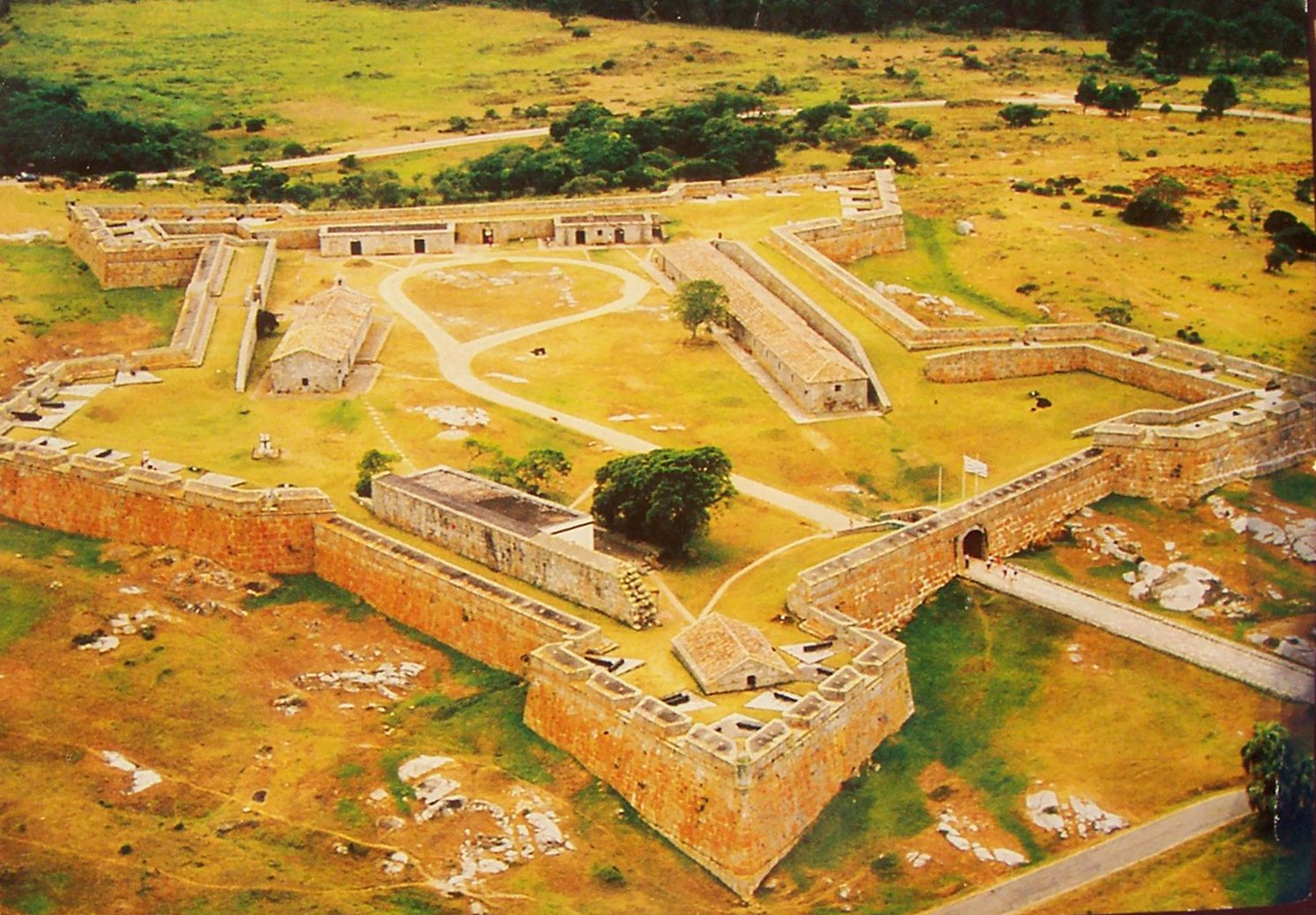
Fortaleza de Santa Teresa.

Efectuó un reconocimiento en la Fortaleza de Santa Teresa con el objeto de reedificarla, que completó con una inspección de las fortificaciones levantadas en territorio de Río Grande del Sur a los efectos de evaluar la conveniencia de construir un nuevo reducto.
Fue promovido a capitán en 1772 y participó en 1776 de la campaña contra el ejército de Portugal en el Brasil comandada por Pedro de Cevallos. El 3 de abril de 1776, durante el ataque luso-brasileño a Río Grande del Sur defendió la Batería de Trinidad sufriendo cuatro heridas graves que motivo que se lo diera por muerto. A consecuencia de sus heridas perdió un brazo.
El 30 de diciembre de 1781 fue puesto al frente de la Nueva Colonia y Fuerte de Floridablanca (puerto San Julián) y el 26 de junio de 1782 sumó el cargo de comisario superintendente interino de la Costa Patagónica.
Tras decidirse en agosto de 1783 por el rey Carlos III de España el abandono del establecimiento, entre fines de ese año y principios de 1784 Iriarte regresó al Río de la Plata y se incorporó con el grado de teniente coronel graduado al Regimiento de Infantería de Buenos Aires (El Fijo), dedicándose fundamentalmente a la enseñanza de matemáticas a los cadetes. El 27 de agosto de 1800 se convirtió en comandante de ese cuerpo veterano. Mientras permanecía al mando del mismo fue ascendido a coronel graduado en 1801 y efectivo el 16 de agosto de 1803.
Desde 1784, al dar comienzo en Buenos Aires por órdenes del virrey Juan José de Vértiz y Salcedo la Causa de Oruro, el Regimiento de Infantería de Buenos Aires estuvo a cargo de la custodia de los reos de la rebelión de 1781 en Oruro, que se había gestado en forma paralela y simultánea con la rebelión de Túpac Amaru II.
Esa custodia de los llamados calabozos de Oruro, situados en la actual Manzana de las Luces, duró toda la larga causa finalizada en 1801. Félix de Iriarte fue un testigo excepcional de estos sucesos, quedando documentado su importante testimonio sobre la situación penosa de los reos de la causa.
Murió en Buenos Aires el 26 de julio de 1806, recibiendo sepultura en el templo de San Francisco.
Casó con María Josefa del Rosario Somalo con quien tuvo dos hijos, Tomás de Iriarte, nacido en Buenos Aires el 7 de marzo de 1794, futuro brigadier general de la nación Argentina, y Félix Iriarte, nacido también en Buenos Aires el 24 de octubre de 1805, futuro teniente coronel de esa república.